# Tiếng tĩnh lặng thét gào
Tiếng tĩnh lặng thét gào (tiếng Nga: Крик тишины) là một xuất phẩm điện ảnh làm lại của đạo diễn Vladimir Potapov, trình chiếu ngày 27 tháng 01 năm 2019 trên kênh RTR1. Phim được phát sóng tại Việt Nam vào ngày 8 tháng 5 năm 2019 tại Trung tâm Khoa học và Văn hóa Nga tại Hà Nội và vào ngày 12 tháng 5 năm 2019 trên kênh VTV1.

## Lịch sử
Truyện phim phỏng theo trung thiên tiểu thuyết Bản giao hưởng số 7 của tác gia Tamara Tsinberg lấy bối cảnh thành Leningrad tháng 02 năm 1942, mùa đông khắc nghiệt và cái đói và mưa bom bão đạn bủa vây hàng ngàn sinh mạng thị dân.

## Nội dung
Cậu bé Mitya mới ba tuổi có nguy cơ chết đói vì mất khẩu phần, buộc người mẹ đành vứt con lại và bỏ đi tìm sự sống riêng mình. Tuy nhiên, cô bé Katya xuất hiện như một thiên sứ cứu lấy số phận cậu bé tội nghiệp. Hai sinh mạng nhỏ nhoi phải học dần cách tồn tại trong cơn bão chiến tranh và sự ghẻ lạnh của tha nhân.

## Kĩ thuật
Bộ phim khởi quay chỉ ít lâu trước khi công chiếu với khoản kinh phí rất thấp tại phim trường Moskva nhằm kỷ niệm 75 chiến dịch giải phóng Leningrad (1944 - 2019). Filipp Sherbin chịu trách nhiệm phần mỹ thuật của phim.

### Sản xuất
Đạo diễn phim đã cố ý mời nhà điện ảnh lừng danh Vladimir Menshov vào xuất phẩm với một vai phụ.
- Mĩ thuật: Filipp Sherbin

### Diễn xuất
- Alina Sarghina vai Katya Nikonorova
- Leva Girshov vai Mitya
- Svetlana Smirnova-Martsinkevich vai Nina Voronova
- Nadezhda Markina vai Anna Vasilyevna
- Vladimir Menshov vai Anton Ivanovich
- Lyudmila Yegorova vai Yevgenya Petrovna
- Sergey Parshin vai Trifonov
- Artyom Bystrov vai Voronov
- Natalya Fisson vai Bà lão
- Aleksandr Zhdanov vai Sĩ quan
- Darya Anishina vai Sveta

## Liên kết
- Thông tin tại Điện ảnh kịch trường
- Thông tin tại KinoPoisk
- Xuất phẩm Tiếng tĩnh lặng thét gào